# Henri Letellier
Pour les articles homonymes, voir Letellier.
Henri Letellier, né le 19 février 1783 à Paris, mort par suicide le 9 juillet 1818 à Paris, est un général français de la Révolution et de l’Empire.

## États de service
Il entre en service comme sous-lieutenant le 31 mai 1804, au 40e régiment d’infanterie de ligne, et il passe lieutenant le 8 novembre 1806. Le 24 juin 1807, il est nommé capitaine de hussard, aide de camp du maréchal Lannes, puis en 1808 il remplit les mêmes fonctions auprès du maréchal Oudinot.
Le 17 juillet 1809, il devient chef d’escadron et le 25 mars 1812 il est nommé colonel. Il participe à la campagne de Russie, au sein du 2e corps de la Grande Armée. Il est fait officier de la Légion d’honneur le 4 juin 1813
Il est promu général de brigade le 4 août 1813, et le 6 septembre suivant il commande la 2e brigade de la 44e division d’infanterie du 14e corps d’armée du maréchal Gouvion-Saint-Cyr. Il est fait prisonnier le 11 novembre 1813, après la capitulation de Dresde, et il est emprisonné en Hongrie.
De retour en France en juillet 1814, il est mis en disponibilité.
Le 17 mars 1815, il prend la tête d’une brigade de cavalerie du 3e corps d’armée du général Kellermann, et le 30 juin suivant il se retire sur la Loire. 
Exile en Allemagne puis à Liège, il est autorisé à revenir en France le 3 septembre 1817.
Désespéré, à la suite de la mort de son épouse Catherine Adèle Marie Gosuin (1798-1818) âgée de 19 ans dans un accident de tilbury (hippomobile) le 16 juin 1818, il se suicide d’une balle en plein cœur le 9 juillet 1818. Il est enterré avec son épouse au cimetière de Seine-Port en Seine-et-Marne.
Le peintre Théodore Gericault a représenté Letellier sur son lit de mort dans un tableau aujourd’hui au Metropolitan Museum of Art (New York).